# Little Wenlock
Little Wenlock – wieś w Anglii, w hrabstwie ceremonialnym Shropshire, w dystrykcie (unitary authority) Telford and Wrekin. Leży 17 km na wschód od miasta Shrewsbury i 208 km na północny zachód od Londynu.